# Mecz na Wembley
Mecz na Wembley – potoczne określenie meczu eliminacyjnego do Mistrzostw Świata w Piłce Nożnej 1974, który odbył się 17 października 1973 na Stadionie Wembley w Londynie. 
W meczu tym reprezentacja Anglii zremisowała z reprezentacją Polski, dzięki czemu reprezentacja Polski awansowała do turnieju finałowego Mistrzostw Świata.

## Przed meczem
Reprezentacja Polski, aby zakwalifikować się do turnieju finałowego Mistrzostw Świata, musiała wygrać bądź zremisować. Przed meczem tabela grupy 5 wyglądała bowiem następująco (awansował zwycięzca grupy):
| Miejsce | Drużyna | Mecze | Punkty | Zwycięstwa | Remisy | Porażki | Bramki |
| ------- | ------- | ----- | ------ | ---------- | ------ | ------- | ------ |
| 1       | Polska  | 3     | 4      | 2          | 0      | 1       | 5-2    |
| 2       | Anglia  | 3     | 3      | 1          | 1      | 1       | 2-3    |
| 3       | Walia   | 4     | 3      | 1          | 1      | 2       | 3-5    |

W poprzednim spotkaniu tych drużyn, również rozegranym w ramach eliminacji do Mistrzostw Świata 1974, reprezentacja Polski wygrała z reprezentacją Anglii 7 czerwca 1973 na Stadionie Śląskim w Chorzowie 2:0 po golach zdobytych przez Roberta Gadochę i Włodzimierza Lubańskiego (Lubański nie zagrał w meczu na Wembley).
Anglicy byli pewni zwycięstwa i traktowali Polaków jak amatorów. I tak na przykład Jan Tomaszewski został przez Briana Clougha określony „klaunem” a przez prasę „najgorszym bramkarzem grającym na Wembley”, a podczas odgrywania polskiego hymnu narodowego kibice angielscy krzyczeli animals (zwierzęta).

## Mecz
Mecz rozpoczął się o godzinie 19:45. Od początku meczu ogromną przewagę mieli Anglicy (m.in. słupek w 7. minucie), ale bardzo dobrze w bramce reprezentacji Polski spisywał się Jan Tomaszewski, który zresztą w 10. minucie meczu doznał kontuzji ręki i mimo to grał do końca meczu (w rozegranym 21 października meczu towarzyskim z reprezentacją Irlandii już nie zagrał, a po powrocie do kraju miał rękę w gipsie i pauzował przez dłuższy czas). Polacy rzadko wchodzili na połowę rywala. Po pierwszej połowie było 0–0. 
W 57. minucie spotkania Grzegorz Lato stracił piłkę, ale za chwilę odebrał ją Normanowi Hunterowi, po czym pobiegł w kierunku bramki strzeżonej przez Petera Shiltona i podał do niekrytego Jana Domarskiego (obrońców ściągnął na siebie Robert Gadocha), który strzelił gola pod brzuchem angielskiego bramkarza. Bramka ta do dziś uważana jest za najważniejszego gola w historii polskiego futbolu, a prestiżowy dziennik The Times umieścił ją na liście 50 najważniejszych bramek w historii piłki nożnej.
Sześć minut później Adam Musiał przypadkowo sfaulował Martina Petersa w polu karnym, wskutek czego belgijski sędzia Vital Loraux podyktował rzut karny, który z kolei wykorzystał Allan Clarke, strzelając w prawy górny róg bramki. Peters przyznał później w swojej autobiografii The Ghost Of '66, że w starciu z Musiałem zasymulował faul.
Na kilkanaście minut przed końcem meczu Grzegorz Lato uciekł angielskim obrońcom i gdy biegł sam naprzeciwko bramkarza, goniący go Roy McFarland złapał go z tyłu rękami za szyję, brutalnie faulując. Vital Loraux ukarał reprezentanta Anglii tylko żółtą kartką, ale powyższy faul został po meczu przez angielską prasę szeroko napiętnowany jako symbol porażki angielskiego futbolu, nie tylko sportowej, ale i moralnej.
Reprezentacja Anglii miała przygniatającą przewagę, zwłaszcza od momentu, gdy na boisko wszedł Kevin Hector. Żadna drużyna nie potrafiła jednak strzelić już gola i mecz zakończył się wynikiem 1:1. Tuż przed końcem meczu trener Kazimierz Górski zszedł z ławki do szatni.

## Po meczu
| Miejsce | Drużyna | Mecze | Punkty | Zwycięstwa | Remisy | Porażki | Bramki |
| ------- | ------- | ----- | ------ | ---------- | ------ | ------- | ------ |
| 1       | Polska  | 4     | 5      | 2          | 1      | 1       | 6-3    |
| 2       | Anglia  | 4     | 4      | 1          | 2      | 1       | 3-4    |
| 3       | Walia   | 4     | 3      | 1          | 1      | 2       | 3-5    |

Prasa angielska pisała o „końcu świata”, a w 1974 r. zwolniono trenera reprezentacji Anglii, Alfa Ramseya.
Polskiej drużynie list gratulacyjny wysłali I sekretarz Komitetu Centralnego PZPR Edward Gierek oraz premier Piotr Jaroszewicz. Remisu gratulował Polakom także Johnny Giles – trener reprezentacji Irlandii, z którą reprezentacja Polski 21 października 1973 rozegrała mecz towarzyski w Dublinie (Irlandia wygrała 1:0). 
Podczas Mistrzostw Świata w 1974 r. reprezentacja Polski była jedną z największych niespodzianek, ostatecznie zajmując w turnieju trzecie miejsce.

## Statystyki
| 17 października 1973 19:45 UT | Anglia · 63' (k) Allan Clarke | 1–1(0–0) | Polska · 57' Jan Domarski   | Stadion Wembley, Londyn Widzów: 100 tys. Sędzia: Vital Loraux (Belgia) |
|                               | kartki: · Roy McFarland       |          | kartki: · Mirosław Bulzacki |                                                                        |

 Anglia: Peter Shilton – Paul Madeley, Emlyn Hughes, Roy McFarland, Norman Hunter – Colin Bell, Tony Currie, Mick Channon – Martin Chivers (85' Kevin Hector), Allan Clarke, Martin Peters
Trener: Alf Ramsey, asystent Harold Shepherdson, rezerwowi: Bobby Moore, Kevin Keegan, Ray Clemence.
 Polska: Jan Tomaszewski – Antoni Szymanowski, Jerzy Gorgoń, Adam Musiał, Mirosław Bulzacki – Henryk Kasperczak, Lesław Ćmikiewicz, Kazimierz Deyna – Grzegorz Lato, Jan Domarski, Robert Gadocha
Trener: Kazimierz Górski, II trener: Jacek Gmoch, rezerwowi: Romuald Chojnacki, Zbigniew Gut, Zygmunt Kalinowski, Zdzisław Kapka i Kazimierz Kmiecik.